# Koolatong River
Koolatong River är ett vattendrag i Australien. Det ligger i territoriet Northern Territory, omkring 560 kilometer öster om territoriets huvudstad Darwin. Genomsnittlig årsnederbörd är 1 179 millimeter. Den regnigaste månaden är mars, med i genomsnitt 330 mm nederbörd, och den torraste är augusti, med 2 mm nederbörd.